# 66기동함대

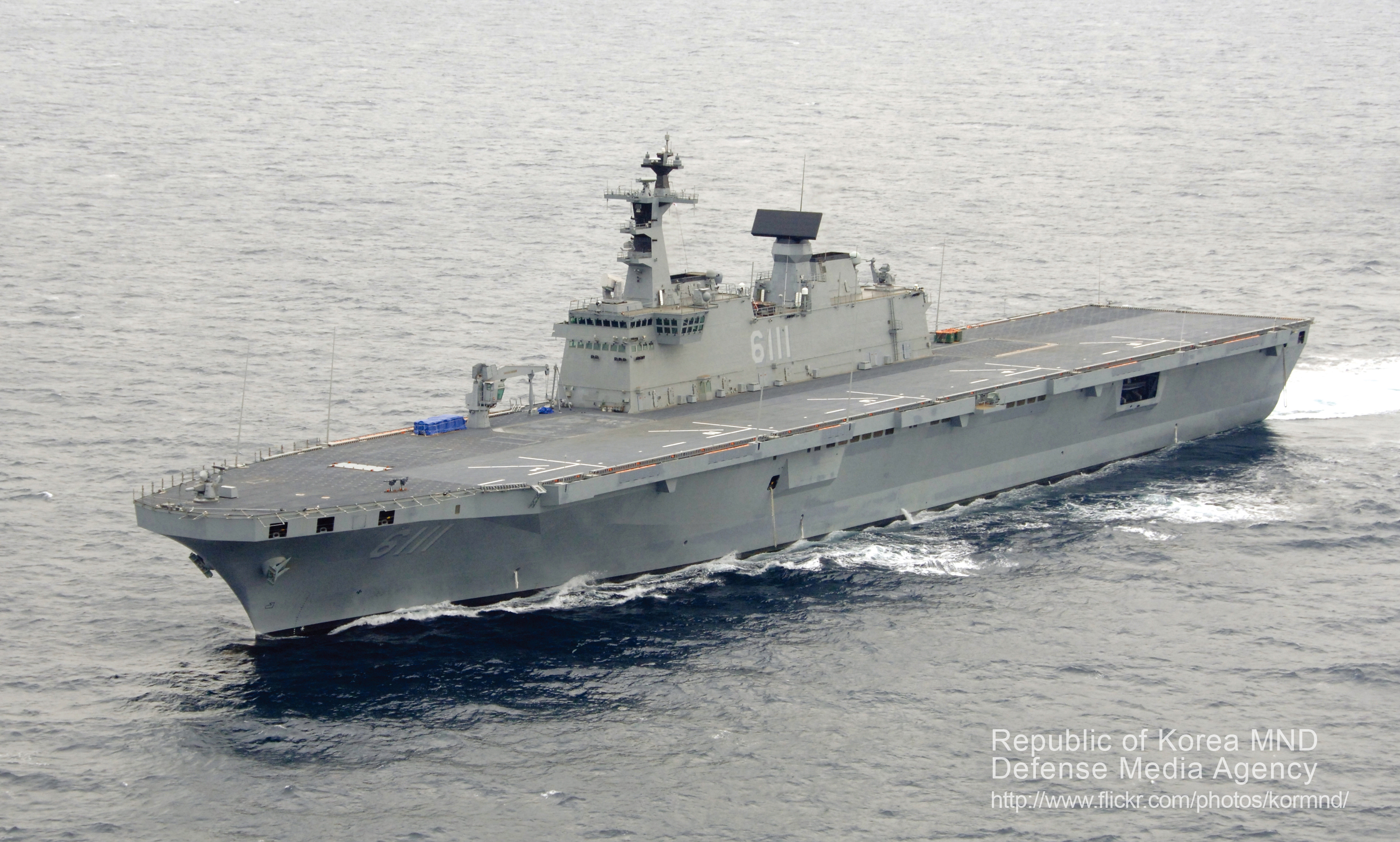
독도급 대형수송함

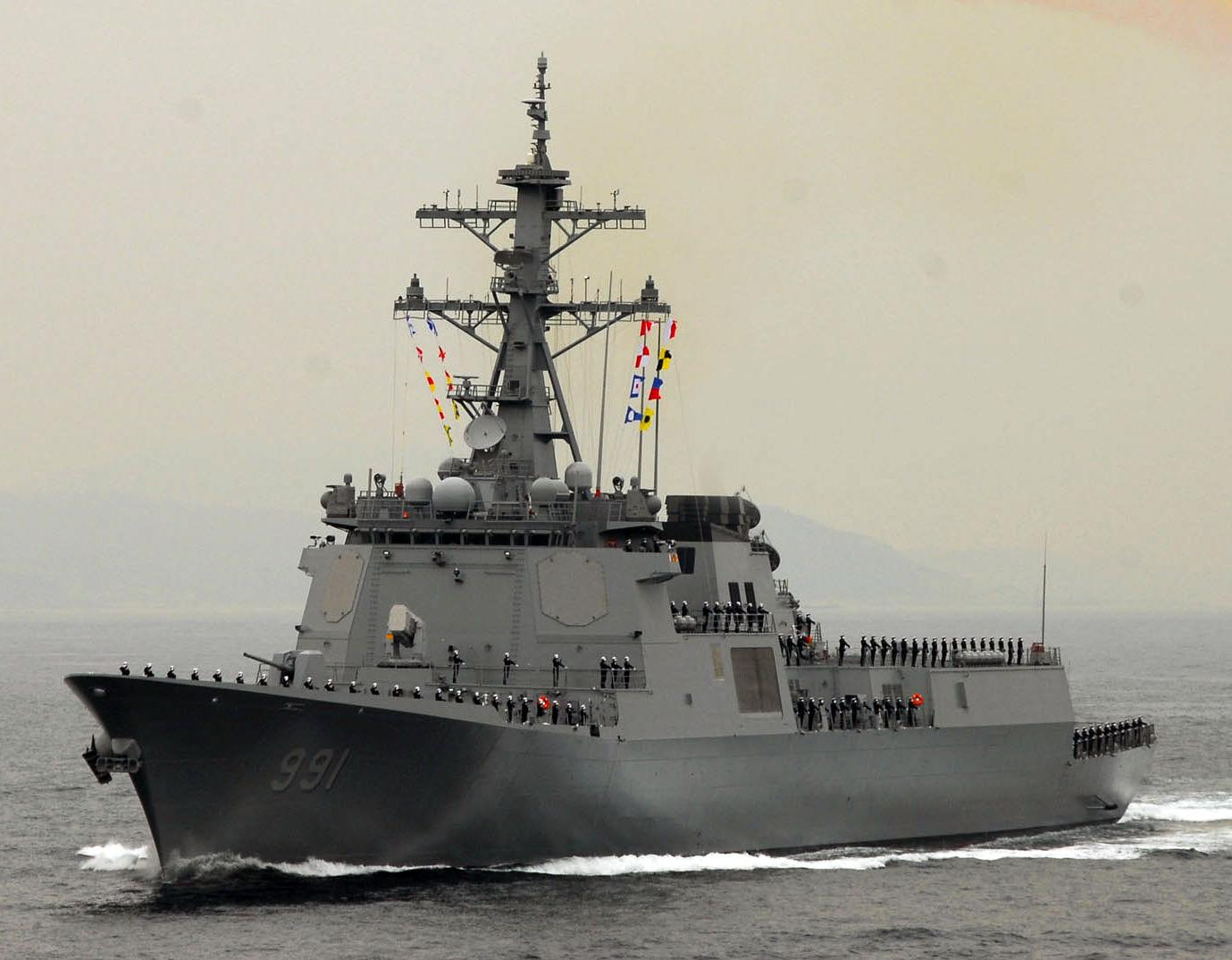
세종대왕급 이지스 구축함

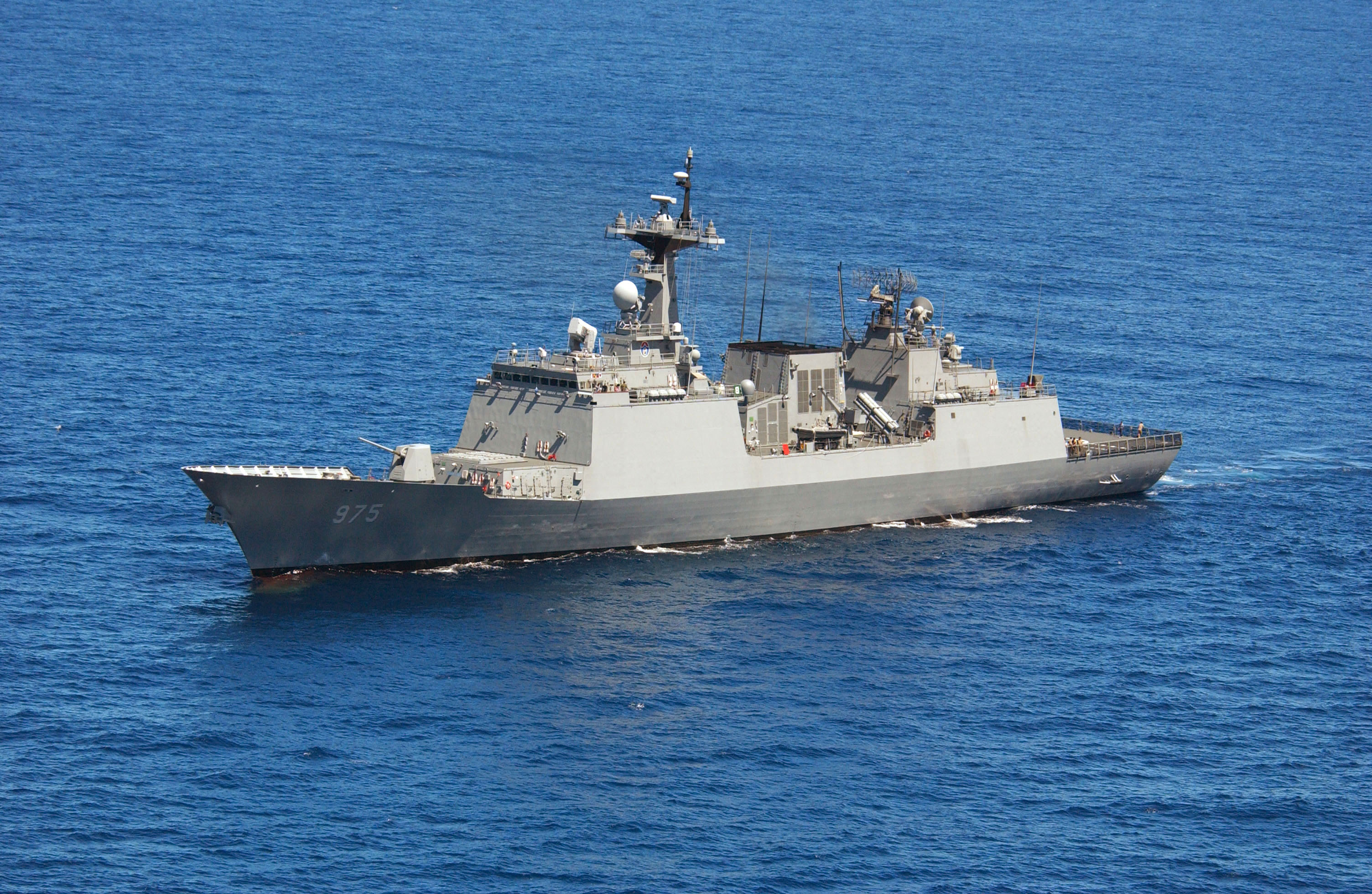
충무공이순신급 구축함

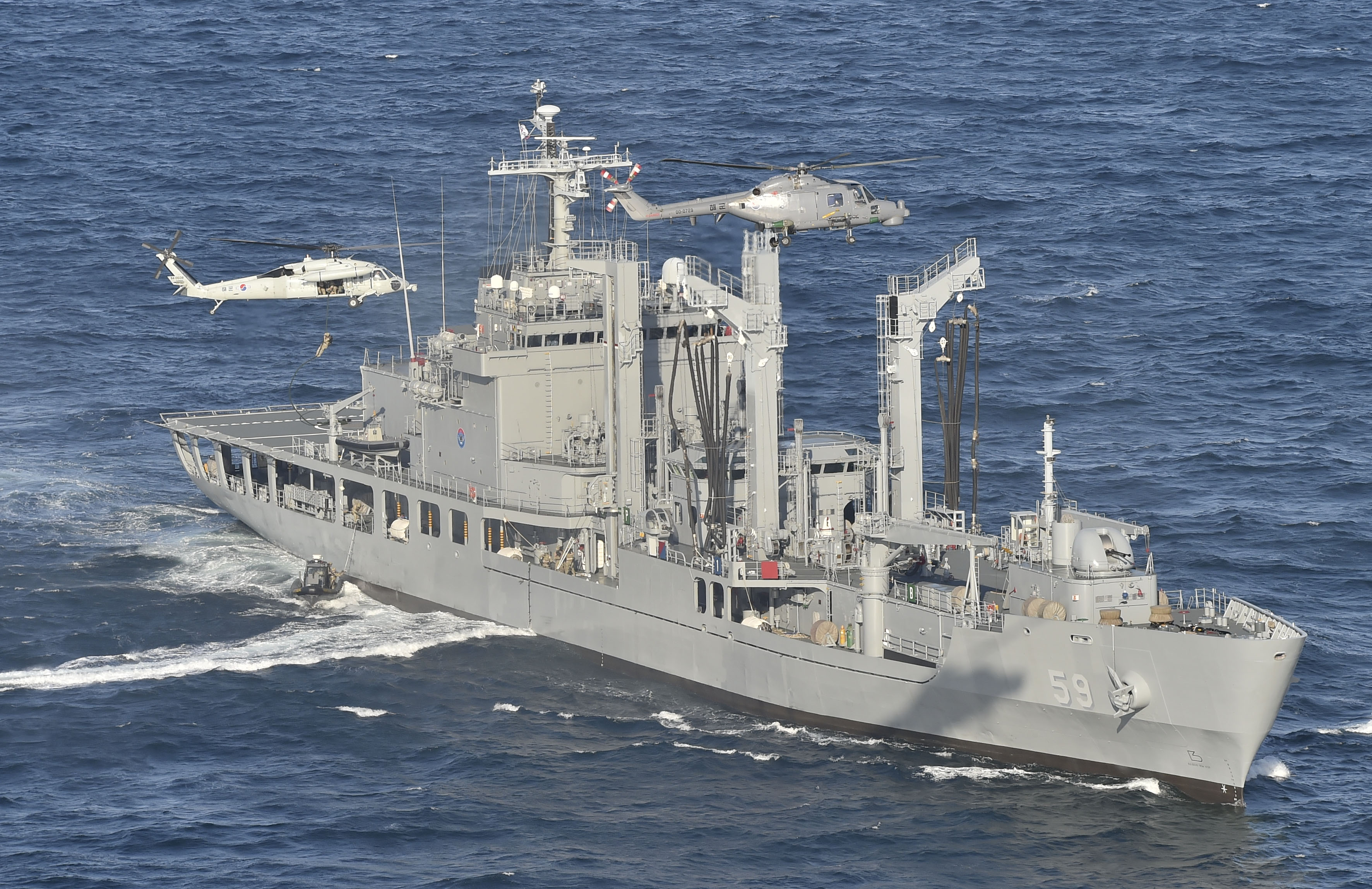
천지급 군수지원함

66기동함대는 대한민국 해군이 추진중인 기동함대를 말한다.

## 역사
일본의 해상자위대 88함대를 벤치마킹하여, 한국 해군은 이지스구축함 6척, 충무공 이순신급 구축함 12척으로 구성된 66기동함대를 구상했다. 그러나 2005년 9월 13일 노무현 정부의 국방개혁 2020을 발표하면서 예산문제로 1개 기동전단조성으로 줄어들었다.
2010년 2월 1일에 제7기동전단이 창설되었다. 제주특별자치도에 있는 제주 해군기지에 주둔한다. 전단장은 해군 준장, 전대장은 해군 대령이다.
- 제71기동전대(부산해군기지, 기함 DDG-991 세종대왕)
- 제72기동전대(진해해군기지, 기함 DDG-992 율곡이이)
- 제73기동전대(제주해군기지, 기함 DDG-993 서애류성룡)

2012년 10월 방사청이 제출한 '해상전력 증강방안'에 따르면 전·평시 대북 해양통제와 주변국 해양분쟁 억제를 위해 2030년까지 최소한 3개 기동전단으로 구성된 기동함대를 창설해야 할 필요가 있는 것으로 분석했다. 2019년, 해군은 3개 해역함대와 1개 기동함대(3개 기동전단)로의 구조 변화를 꾀하고 있다.

## 구성
구축함 6척, 헬기 6대로 1개 기동전단을 구성되어 전세계를 타격하는 대양해군 기동함대이다.
- 세종대왕급 이지스 구축함 1척, 경하배수량 7,650톤, 만재배수량 10,000톤
- 정조대왕급 이지스 구축함 1척
- KDDX 소형 이지스 구축함 2척, 경하배수량 6,000톤, 만재배수량 8,000톤
- 충무공이순신급 구축함 2척, 경하배수량 4,500톤 만재배수량 5,500톤, RIM-66 스탠더드 SM-2 32발

지원함은 다음과 같다.
- 독도급 대형수송함 2척 독도함, 마라도함
- 대한민국 대형수송함-II 사업 3척 백령도함
- 장보고급 잠수함 9척
- 손원일급 잠수함 9척
- 도산안창호급 잠수함 9척
- 천지급 군수지원함 3척
- 소양급 군수지원함 1척
- 해상초계기
- 각 지역함대 호위함

3개의 66함대가 완성되면, 각 함대는 다음으로 구성될 것이다.
- 백령도함 한국 차기 항공모함 1척
- 독도급 대형수송함 1척, 함대 기함, 전대장 대령
- 세종대왕급 이지스 구축함 1척, 경하배수량 7,650톤, 만재배수량 10,000톤
- 정조대왕급 이지스 구축함 1척
- KDDX 소형 이지스 구축함 2척, 경하배수량 6,000톤, 만재배수량 8,000톤
- 충무공이순신급 구축함 2척, 경하배수량 4,500톤 만재배수량 5,500톤, RIM-66 스탠더드 SM-2 32발
- 도산안창호급 잠수함 1척
- 천지급 군수지원함 1척

## 기타사항

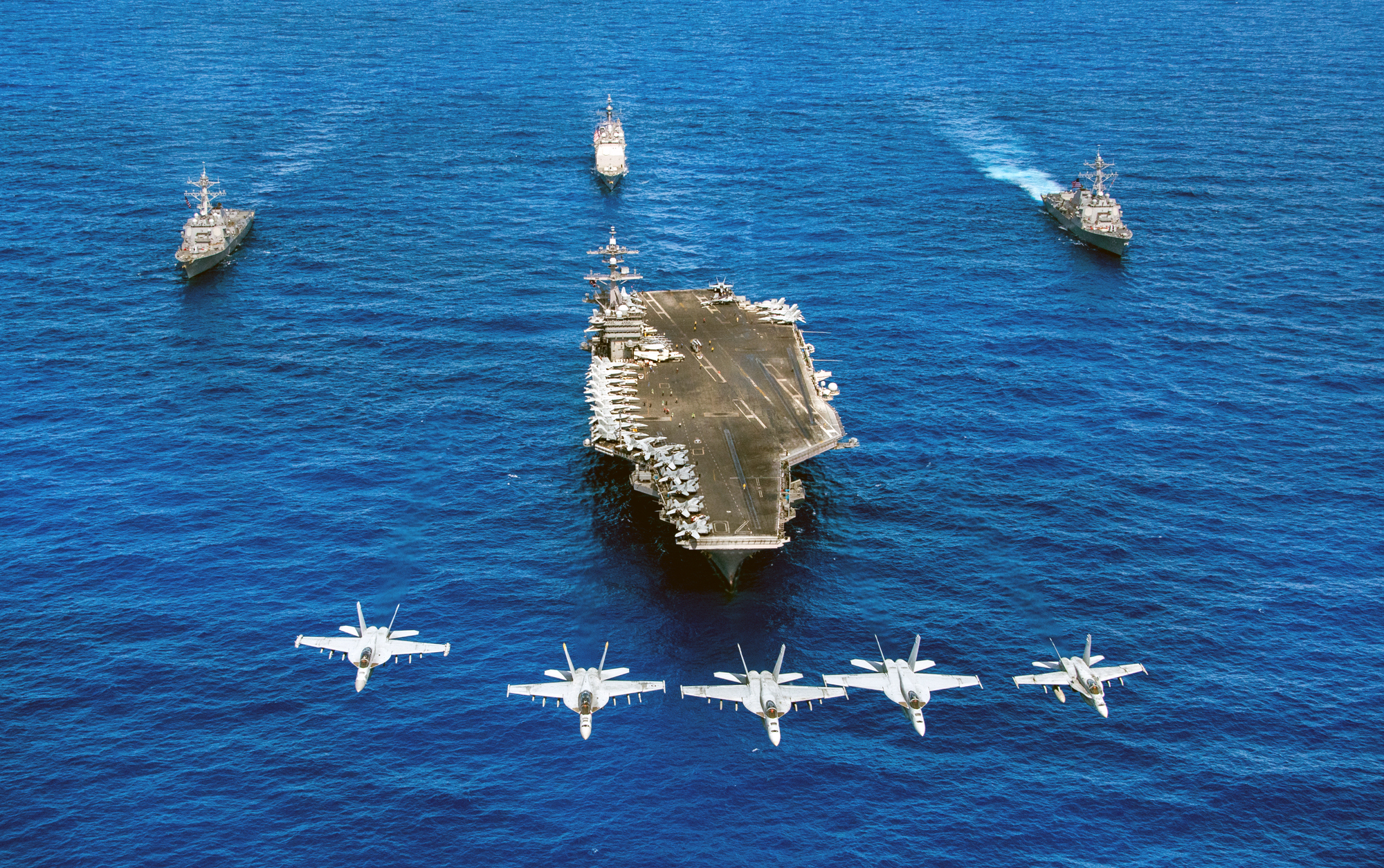
USS 칼 빈슨 (CVN-70) 항공모함

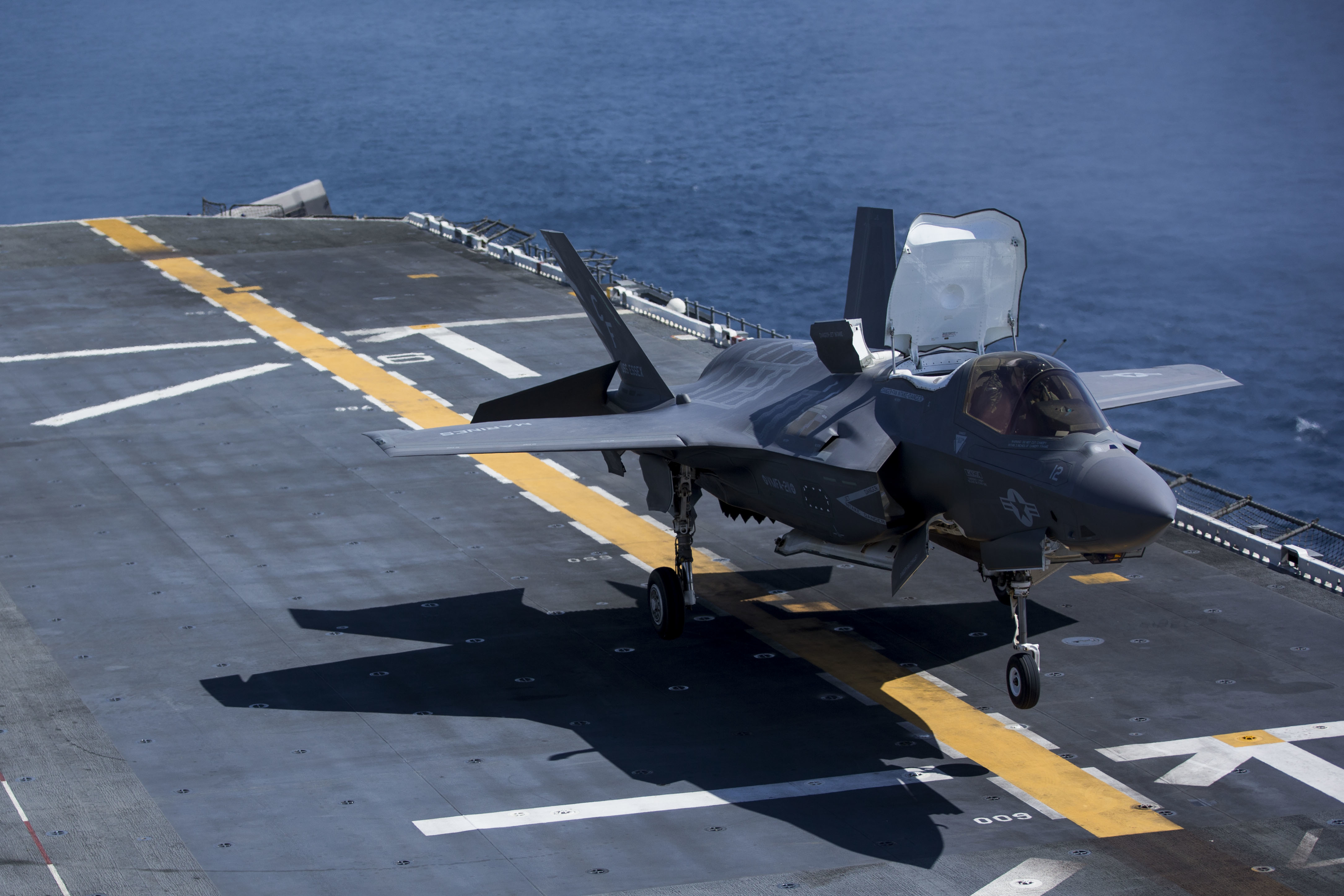
미국 강습상륙함에 수직으로 착륙중인 F-35B 수직이착륙 전투기

군사정부 때 투쟁하던 야당 지도자 김영삼이 대통령에 취임하고서, 육군 하나회를 숙청하고, 육군 출신인 국방장관을 배제하고 해군참모총장을 직접 지휘하여, 3개의 항공모함 기동함대를 구축할 것을 지시했다.
미국 해군은 항상 항공모함 곁에 대규모 구축함을 배치하지는 않고, 사진에서처럼, 1척의 이지스 순양함, 2척의 이지스 구축함만으로 구성하기도 한다. 항공모함 함장은 해군 대령이며, 항공모함이 함대 기함으로 사용되어 함대 사령관이 탑승하는데, 해군 소장이다. 즉, 독도함 한 척마다 해군 소장이 있는 격이다.
그러나 한국은 아직 그렇지 않다. 한국도 미국 항공모함처럼, 독도함 함장이 해군 대령이다. 그런데, 66함대의 함대 기함인 이지스함에는 함장은 해군 중령이며, 함대 사령관으로 전대장인 해군 대령이 탑승한다. 따라서, 독도함과 66함대가 함께 기동함대로 편성되어 작전할 경우에는, 독도함 함장인 해군 대령보다 윗 계급이 함대 사령관으로 탑승할 것으로 보인다.
1991년 걸프전 당시, 프랑스 해군은 미국을 제외한 서방 연합군 중에서 유일하게 항공모함 기동함대를 파병했는데, 클레망소급 항공모함 1척, 구축함 1척만으로 구성했다.
한국 해군은 독도함에 F-35B 수직이착륙기를 배치할 계획중이며,대한민국 대형수송함-II 사업을 추진할 계획이다.

## 연표
- 1990년, 3개 기동전단으로 구성된 전략기동함대 창설 계획
- 2005년, 국방부가 국방예산 등을 이유로 기동함대 대신 1개 기동전단을 창설하는 것으로 계획을 전면 수정.[2]
- 2010년 2월 1일 제7기동전단 창설.
- 2011년 12월 31일, 방위사업청의 '중-일 해군력 증강에 대응한 중장기 해상전력 강화 방안' 연구예산 5억원 국회통과[3]
- 2013년 2월 7일, 최윤희 해군참모총장이 세미나에서 천안함 침몰사건을 계기로, 3개 기동전단 재추진키로 했다.[4]
- 2013년 12월 10일, 이지스함 3척 추가 건조 발표.[5]
- 2022년 7월 15일 해군 제6항공전단을 해군항공사령부로 개편.
- 2022년 7월 28일 이지스 구축함 정조대왕함 진수식.[6]
- 2025년, 해군 제7기동전단을 기동함대사령부로 개편. 주변국과 초국가적·비군사적 위협에 대응. 예하에 3개 기동전단